# Pavel Oganezovič Arsenov
Pavel Oganezovič Arsenov (in russo Павел Оганезович Арсе́нов?; Tbilisi, 5 gennaio 1936 – Mosca, 12 agosto 1999) è stato un regista sovietico.

## Filmografia parziale

### Regista
- Spasite utopajuščevo (1967)
- Korol'-olen' (1969)
- Vkus chalvy (1975)
- Smjatenie čuvstv (1977)
- S ljubimymi ne rasstavajtes' (1979)
- Lilovyj šar (1987)